# Bactrocera tuberculata
Bactrocera tuberculata är en tvåvingeart som först beskrevs av Mario Bezzi 1916.  Bactrocera tuberculata ingår i släktet Bactrocera och familjen borrflugor. Inga underarter finns listade.